# Hal Needham
Pour les articles homonymes, voir Hal et Needham.
Hal Needham est un cascadeur, acteur, producteur, réalisateur et scénariste américain, né le 6 mars 1931 à Memphis dans le Tennessee (États-Unis) et mort le 25 octobre 2013.

## Filmographie

### comme acteur
- 1963 : McLintock! : Carter
- 1967 : La Caravane de feu (The War Wagon) : Hite
- 1968 : La Brigade du diable (The Devil's Brigade)
- 1968 : L'Homme de fer (Saison 1 - To kill a cop)
- 1968 : Le Virginien (TV) saison 6 épisode 24 (un homme à tout faire/The handy man) : Rider
- 1969 : Les Géants de l'Ouest (The Undefeated) : Yankee corporal at river crossing
- 1971 : Le Clan des irréductibles (Sometimes a Great Notion) : Bit Part
- 1971 : Le Dernier Train pour Frisco (One More Train to Rob) : Bert Gant
- 1972 : The Culpepper Cattle Co. : Burgess
- 1972 : The Bounty Man (TV) : Pike
- 1975 : French Connection 2 (French Connection II) : Doyle Kidnapper
- 1975 : W.W. and the Dixie Dancekings : Trooper Carson
- 1975 : La Chevauchée terrible (Take a Hard Ride) d'Antonio Margheriti : Garmes
- 1976 : La Prison du viol (Jackson County Jail) : Chief of Fallsburg Police
- 1976 : Nickelodeon
- 1979 : Autoroute pour la mort (Death Car on the Freeway) (TV) : Mr. Blanchard, The Driving Instructor
- 1980 : Stunts Unlimited (TV) : H.N.
- 1981 : L'Équipée du Cannonball (The Cannonball Run) : Ambulance EMT
- 1982 : Megaforce : Technician
- 1983 : L'as de cœur (Stroker Ace) de lui-même : Man Punching Stroker into Ladies Room
- 1984 : Cannon Ball 2 (Cannonball Run II) : Porsche 928 Driver with Cowboy Hat
- 1999 : Hard time - Menace explosive (Hard Time: Hostage Hotel) (TV)

### comme réalisateur
- 1977 : Cours après moi shériff (Smokey and the Bandit)
- 1978 : La Fureur du danger (Hooper)
- 1979 : Cactus Jack (The Villain)
- 1979 : Autoroute pour la mort (Death Car on the Freeway) (TV)
- 1980 : Stunts Unlimited (TV)
- 1980 : Tu fais pas le poids, shérif! (Smokey and the Bandit II)
- 1981 : L'Équipée du Cannonball (The Cannonball Run)
- 1981 : The Stockers (TV)
- 1982 : Megaforce
- 1983 : L'As de cœur (Stroker Ace)
- 1984 : Cannon Ball 2 (Cannonball Run II)
- 1986 : Rad
- 1987 : Body Slam
- 1994 : L'As des aventuriers: Bandit au Far West (Bandit: Bandit Goes Country) (TV)
- 1994 : Bandit: Bandit Bandit (TV)
- 1994 : Bandit: Beauty and the Bandit (TV)
- 1994 : Bandit: Bandit's Silver Angel (TV)
- 1996 : Street Luge

### comme scénariste
- 1994 : Bandit: Bandit's Silver Angel (TV)
- 1982 : Megaforce
- 1983 : L'as de cœur (Stroker Ace)
- 1984 : Cannon Ball 2 (Cannonball Run II)

### comme producteur
- 1994 : L'As des aventuriers: Bandit au Far West (Bandit: Bandit Goes Country) (TV)
- 1994 : Bandit: Bandit Bandit (TV)